# Melodifestivalen 2004

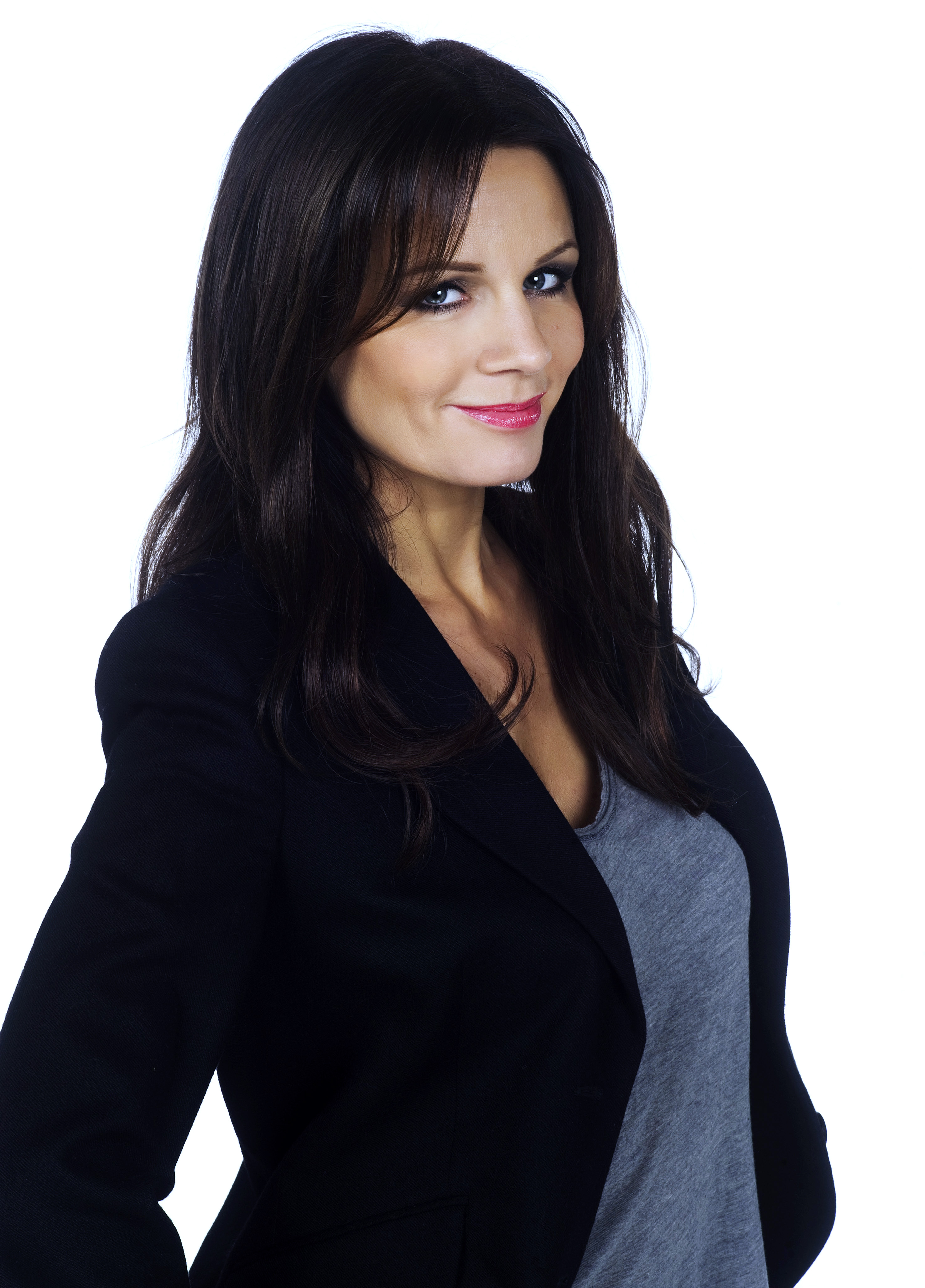
Lena Philipsson ganadora del Melodifestivalen 2004.

El Melodifestivalen de 2004, volvió a estar compuesto por cuatro semifinales realizadas en distintas ciudades del país más una repesca Estocolmo. En esa misma ciudad, se celebró la gran final.
Los presentadores de las cuatro semifinales, así como de la gran final fueron Charlotte Nilsson, Ola Lindholm y Peter Settman.
Coincidiendo con el 30.º aniversario del triunfo de ABBA, este Melodifestivalen se celebró a lo grande, con un gran y sobre todo innovador escenario considerado como el mejor de los últimos años.
Se enviarion 3232 canciones al Svenska Musikläggarföreningen, SMF, que seleccionó 700 temas, remitiéndolos a continuación a la Radio Televisión Sueca. El jurado especializado de dicha organización eligió 28 temas. Juntos a estos y como novedad, se invitaron a cuatro famosos compositores a contribuir con sus composiciones. Estos fueron Lasse Berghagen, E-Type, Thomas G:son y Thomas Orup Eriksson.
Si bien las semifinales fueron algo flojas respecto a las de 2003, el que hubiera varios temas muy buenos y la mayoría consiguieran vencer en las semis o la repesca acabó en una de las mejores finales de Melodifestivalen recordadas.
La final fue vista por 4.105.000 espectadores, la cifra más alta desde 2000, consiguiendo ser el programa más visto del año en Suecia.

## 1.º semifinal en Karlstad
La primera de las semifinales tuvo lugar en el Löfbergs Lila Arena de la ciudad de Karlstad el 21 de febrero de 2004.
| N.º | Artista           | Canción                    | Texto/Música                                                | Votos 1.ª Ronda | Votos 2.ª Ronda | Posición | Comentario                    |
| --- | ----------------- | -------------------------- | ----------------------------------------------------------- | --------------- | --------------- | -------- | ----------------------------- |
| 1   | Nina & Kim        | En gång för alla           | Gustav Eurén, Karl Eurén y Niklas Arn                       | 19.272          | -               | 7        |                               |
| 2   | Joachim Bergström | Still Believe              | Johan Bejerholm, Jonas Sahlin y Emil Heiling                | 14.737          | -               | 8        |                               |
| 3   | Sarek             | Älvorna                    | Lars Diedricson, Marcos Ubeda y Dan Attlerud                | 35.660          | 48.368          | 4        | Acceden a Segunda Oportunidad |
| 4   | Karl Martindahl   | Love Turns Water Into Wine | Michael Persson och Peter Broman                            | 38.123          | 53.923          | 3        | Accede a Segunda Oportunidad  |
| 5   | LaGaylia Frazier  | It's in the Stars          | Lars Andersson och Thomas Thörnholm                         | 25.237          | 32.690          | 5        |                               |
| 6   | Sara Löfgren      | Som stormen                | Lars Diedricsen, Carina Danielsson Bergsman y Eddie Jonsson | 51.674          | 69.791          | 2        | Clasificada para la Final     |
| 7   | Niklas Andersson  | Tro på mig                 | Lasse Berghagen                                             | 24.476          | -               | 6        |                               |
| 8   | Petra Nielsen     | Tango! Tango!              | Thomas G:son                                                | 80.558          | 95.030          | 1        | Clasificada para la final     |

## 2.º semifinal en Goteborg
La segunda semifinal tuvo lugar en la ciudad de Gotemburgo el 28 de febrero de 2004.
Fue la semifinal más vista de aquel año con 3.305.000 espectadores. 548.485 llamadas telefónicas eligieron a los temas clasificados.
| N.º | Artista         | Canción                         | Texto/Música                                      | Votos 1.ª ronda | Votos 2.ª ronda | Posición | Comentario                   |
| --- | --------------- | ------------------------------- | ------------------------------------------------- | --------------- | --------------- | -------- | ---------------------------- |
| 1   | Fredrik Kempe   | Finally                         | Fredrik Kempe                                     | 28 371          | 45 741          | 3        | Accede a Segunda Oportunidad |
| 2   | Baccara         | Soy tu Venus                    | Robert Habolin, Mats Jansson y Robert Olausson    | 10.609          | -               | 7        |                              |
| 3   | Fame            | Vindarna vänder oss             | Henrik Sethson, Pontus Assarsson y Dan Attlerud   | 72.185          | 82.434          | 2        | Clasificados para la final   |
| 4   | Jennifer Escola | You are the Sunshine of my Life | Ari Lethonen och Dick Cruslock                    | 3.828           | -               | 8        |                              |
| 5   | Pay TV          | Trendy Discoteque               | Håkan Lidbo                                       | 17.657          | -               | 6        |                              |
| 6   | Anne-Lie Rydé   | Säg att du har ångrat dig       | Tony Johansson y Thomas G:son                     | 30.376          | 34.838          | 4        | Accede a Segunda Oportunidad |
| 7   | La Roxx         | (Are U) Ready or Not?           | Jon Hällgren, Magnus Sagrén y Kosshiyar Mehdipoor | 19.075          | 24.392          | 5        |                              |
| 8   | E-Type          | Paradise                        | E-Type                                            | 86.022          | 92.957          | 1        | Clasificados para la final   |

## 3.º semifinal en Umeå
La tercera semifinal tuvo como escenario el Umeå Arena en Umeå el 6 de marzo de 2004.
Esta vez sólo llegaron 481.109 llamadas con una audiencia de 3.140.000 espectadores.
| N.º | Artista                    | Canción              | Texto/Música                                                      | Votos 1.ª ronda | Votos 2.ª ronda | Posición | Comentario                   |
| --- | -------------------------- | -------------------- | ----------------------------------------------------------------- | --------------- | --------------- | -------- | ---------------------------- |
| 1   | Bubbles                    | Blow the Spot        | Niclas Molinder, Joacim Persson y Pelle Ankarberg                 | 32.852          | 35.265          | 4        | Accede a Segunda Oportunidad |
| 2   | Emil Sigfridsson           | Innan mörkret faller | Johan Fransson, Niklas Edberger, Tim Larsson och Tobias Ljunggren | 23.106          | 26.861          | 5        |                              |
| 3   | Gladys del Pilar           | Baby I Can't Stop    | Mats Hedström y Daniel Eklund                                     | 9.073           | -               | 8        |                              |
| 4   | Sandra Dahlberg            | Här Stannar Jag Kvar | Sandra Dahlberg y Johan Becker                                    | 55.307          | 79.410          | 1        | Clasificada para la final    |
| 5   | Itchycoo                   | Super Mega Nova      | Tobias Gustafsson, Mia Bergström y Håkan Glänte                   | 11.837          | -               | 7        |                              |
| 6   | Carson, Hanson & Malmkvist | C'est la vie         | Thomas G:son                                                      | 45.140          | 52.267          | 2        | Clasificadas para la final   |
| 7   | Autolove                   | Bulletproof Heart    | Peder Ernerot y Gustave Lund                                      | 20.302          | -               | 6        |                              |
| 8   | Bosson                     | Efharisto            | Ingela Forsman, Bobby Ljunggren y Henrik Wikström                 | 45.355          | 44.334          | 3        | Accede a Segunda Oportunidad |

## 4.º semifinal en Malmö
La cuarta, y última, semifinal fue televisada desde el Malmömässan en Malmö el 13 de marzo de 2004.
La audiencia fue de 3.275.000 y la clasificación final fue resultado de las 539.221 llamadas telefónicas recibidas.
| N.º | Artista                         | Canción          | Texto/Música                                                      | Votos 1.ª ronda | Votos 2.ª ronda | Posición | Comentario                   |
| --- | ------------------------------- | ---------------- | ----------------------------------------------------------------- | --------------- | --------------- | -------- | ---------------------------- |
| 1   | Lena Philipsson                 | Det Gör Ont      | Thomas Orup Eriksson                                              | 56.414          | 77.775          | 1        | Clasificada para la final    |
| 2   | Anders Borgius                  | Just Like Me     | Anders Borgius                                                    | 16.923          | -               | 7        |                              |
| 3   | Lotta Nilsson y Glenn Borgkvist | Boom bang-a-bang | Lars Erlandsson, Fredrik Lenander y David Clewett                 | 17.670          | -               | 6        |                              |
| 4   | After Dark                      | La dolce vita    | Sven-Inge Sjöberg, Lennart Wastesson y Larry Forsberg             | 57.364          | 59.860          | 2        | Clasificadas para la final   |
| 5   | Pandora                         | Runaway          | Johan Fransson, Niklas Edberger, Tim Larsson y Tobias Lundgren    | 18.155          | 26.628          | 5        |                              |
| 6   | Fre                             | Äntligen         | Putte Nilsson, Jonatan Fre, Henok Fre, Roberto Martorell          | 15.712          | -               | 8        |                              |
| 7   | Shirley Clamp                   | Min Kärlek       | Ingela Forsman, Bobby Ljunggren y Henrik Wikström                 | 40.066          | 42.580          | 4        | Accede a Segunda Oportunidad |
| 8   | Andrés Esteche                  | Olé Olé          | Johan Fransson, Niklas Edberger, Tim Larsson och Tobias Ljunggren | 52.867          | 57.207          | 3        | Accede a Segunda Oportunidad |

## Repesca
Aquellas canciones clasificadas en tercera y cuarta posición en las semifinales anteriores, tuvieron una nueva ocasión de acceder a la gran final en la repesca o "Andra Chansen" ("segunda oportunidad"), que aquel año se celebró entre un ambiente festivo en el Hotel Rival de Estocolmo el 14 de marzo de 2004. Los encargados de conducir esta selección fuero Grynet, Henrik Johnsson y Liza Marklund.
Los actos intermedios fueron protagonizados por Nana Hedin y Alcázar.
Las llamadas recibidas alcanzaron la cifra de 358.250 y la audiencia de 2.295.000.
| N.º | Artista         | Canción                    | Texto/Música                                                    | Votos  | Posición | Comentario      |
| --- | --------------- | -------------------------- | --------------------------------------------------------------- | ------ | -------- | --------------- |
| 1   | Sarek           | Älvorna                    | Lars Diedricson, Marcos Ubeda y Dan Attlerud                    | 40.497 | 5        |                 |
| 2   | Karl Martindahl | Love Turns Water Into Wine | Michael Persson y Peter Broman                                  | 56.818 | 3        |                 |
| 3   | Fredrik Kempe   | Finally                    | Fredrik Kempe                                                   | 26.438 | 8        |                 |
| 4   | Anne-Lie Rydé   | Säg att du har ångrat dig  | Tony Johansson y Thomas G:son                                   | 27.678 | 7        |                 |
| 5   | Bubbles         | Blow the Spot              | Niclas Molinder, Joacim Persson y Pelle Ankarberg               | 41.249 | 4        |                 |
| 6   | Bosson          | Efharisto                  | Ingela Forsman, Bobby Ljunggren y Henrik Wikström               | 35.855 | 6        |                 |
| 7   | Shirley Clamp   | Min Kärlek                 | Ingela Forsman, Bobby Ljunggren y Henrik Wikström               | 57.343 | 2        | Pasa a la final |
| 8   | Andrés Esteche  | Olé Olé                    | Johan Fransson, Niklas Edberger, Tim Larsson y Tobias Ljunggren | 72.372 | 1        | Pasa a la final |

## Gran final
La gran final fue celebrada en el Globen Arena de Estocolmo el 20 de marzo de 2004.
Dicha final contó con los mismos presentadores de las cuatro semifinales. Se caracterizó por ser una edición sin baladas, siendo la mayoría de los temas canciones pegadizas y bailables. 

### Finalistas
| N.º | Artista                    | Canción              | Texto/Música                                                    | Puntos | Posición |
| --- | -------------------------- | -------------------- | --------------------------------------------------------------- | ------ | -------- |
| 1   | Shirley Clamp              | Min Kärlek           | Ingela Forsman, Bobby Ljunggren y Henrik Wikström               | 174    | 2        |
| 2   | Sandra Dahlberg            | Här stannar jag kvar | Sandra Dahlberg y Johan Becker                                  | 19     | 8        |
| 3   | Andrés Esteche             | Olé Olé              | Johan Fransson, Niklas Edberger, Tim Larsson y Tobias Ljunggren | 14     | 9        |
| 4   | Carson, Hanson & Malmkvist | C'est la Vie         | Thomas G:son                                                    | 7      | 10       |
| 5   | E-Type                     | Paradise             | E-Type                                                          | 75     | 5        |
| 6   | Lena Philipsson            | Det Gör Ont          | Thomas Orup Eriksson                                            | 232    | 1        |
| 7   | Fame                       | Vindarna vänder oss  | Henrik Sethson, Pontus Assarsson y Dan Attlerud                 | 66     | 6        |
| 8   | After Dark                 | La Dolce Vita        | Sven-Inge Sjöberg, Lennart Wastesson y Larry Forsberg           | 156    | 3        |
| 9   | Sara Löfgren               | Som Stormen          | Lars Diedricsen, Carina Danielsson Bergsman y Eddie Jonsson     | 52     | 7        |
| 10  | Petra Nielsen              | Tango! Tango!        | Thomas G:son                                                    | 151    | 4        |

### Introducción
El show empezó a las 9 de la noche. Los tres presentadores, sentados en diferentes sitios del público cantaron el trozo de una canción, y tras una pequeña presentación dieron paso al desfile de participantes, donde tras la pancarta de su semifinal, cada finalista desfiló hasta la green room, así como los coristas.
Entonces apareció la cortinilla de inicio que se usa en los últimos años y finalmente se volvió al escenario del Globen Arena donde una gran coreografía recibió a los tres presentadores.

### Videos de presentación
Después de que los presentadores anunciaran cada participante entraba el video de presentación anterior a cada actuación. En esta ocasión se trató de parodias de los diez finalistas. Sacando a relucir por ejemplo, la histérica y chillona forma de hablar de Sandra Dahlberg, unos Fame muy presumidos, una Shirley Clamp hablando acerca de su nombre y apellido no sueco o una Lena Philipsson dándose golpes con un palo de micro.

### Acto intermedio
Entre los diversos actos realizados destacó el espectáculo final de danza realizado con un Medley de canciones de ABBA pero dándoles un toque árabe y oriental, puesto que el festival de Eurovisión 2004 se iba a celebrar en Estambul, Turquía.

### Las Votaciones
Los resultados finales fueron el producto de la suma de los votos de jurados situados en distintas ciudades suecas, así como el voto telefónico. Los votos de los jurados fueron dados por antiguos participantes del programa Expedition Robinson (Supervivientes).
Al igual que en la edición anterior, los votos eran emitidos de la siguiente forma. Cada uno de los 11 jurados regionales otorgaba 1, 2, 4, 6, 8, 10 y 12 puntos. El voto telefónico, a su vez, otorgaba las siguientes puntuaciones en una única votación: 11, 22, 44, 66, 88, 110 y 132.
Un total de 1.401.430 llamadas telefónicas fueron recibidas.
- Todos los jurados regionales: Luleå (LUL), Umeå (UME), Sundsvall (SUN), Falun (FAL), Karlstad (KRL), Örebro (ÖRE), Norrköping (NOR), Gotemburgo (GÖT), Växjö (VÄX), Malmö (MAL) y Estocolmo (EST).

| Canción              | LUL | UME | SUN | FAL | KRL | ÖRE | NOR | GOT | VÄX | MAL | EST | Ptos. jurado | % telelevoto | Ptos. televoto | Total | Pos. |
| -------------------- | --- | --- | --- | --- | --- | --- | --- | --- | --- | --- | --- | ------------ | ------------ | -------------- | ----- | ---- |
| Min Kärlek           | 6   | 8   | 6   | 6   | 12  | 2   | 10  | 6   | 10  | 8   | 12  | 86           | 176.343      | 88             | 174   | 2    |
| Här stannar jag kvar | -   | 4   | -   | -   | -   | 1   | -   | -   | 1   | 2   | -   | 8            | 82.492       | 11             | 19    | 8    |
| Olé Olé              | -   | -   | -   | -   | 2   | 10  | 1   | -   | -   | -   | 1   | 14           | 79.723       | -              | 14    | 9    |
| C'est la Vie         | 2   | -   | -   | -   | 4   | -   | -   | 1   | -   | -   | -   | 7            | 61.190       | -              | 7     | 10   |
| Paradise             | 1   | 1   | 10  | 1   | -   | -   | 2   | 10  | -   | 4   | 2   | 31           | 159.157      | 44             | 75    | 5    |
| Det Gör Ont          | 8   | 6   | 12  | 12  | 8   | 6   | 8   | 12  | 12  | 10  | 6   | 100          | 298.722      | 132            | 232   | 1    |
| Vindarna vänder oss  | 10  | 10  | 4   | 2   | 6   | 4   | 6   | 4   | 4   | 6   | 10  | 66           | 76.003       | -              | 66    | 6    |
| La Dolce Vita        | -   | 2   | 1   | 4   | 1   | 8   | 12  | -   | 2   | 12  | 4   | 46           | 209.795      | 110            | 156   | 3    |
| Som Stormen          | 4   | -   | 2   | 10  | -   | -   | -   | 8   | 6   | -   | -   | 30           | 85.132       | 22             | 52    | 7    |
| Tango! Tango!        | 12  | 12  | 8   | 8   | 10  | 12  | 4   | 2   | 8   | 1   | 8   | 85           | 172.873      | 66             | 151   | 4    |